# Гудлен
Гудлен (фр. Goudelin) насеље је и општина у северозападној Француској у региону Бретања, у департману Приморје која припада префектури Генган.
По подацима из 2011. године у општини је живело 1654 становника, а густина насељености је износила 71,98 становника/km². Општина се простире на површини од 22,98 km². Налази се на средњој надморској висини од 87 метара (максималној 113 m, а минималној 37 m).

## Демографија
| 1962. | 1968. | 1975. | 1982. | 1990. | 1999. | 2011. |
| ----- | ----- | ----- | ----- | ----- | ----- | ----- |
| 1.145 | 1.243 | 1.186 | 1.267 | 1.258 | 1.357 | 1.654 |

График промене броја становника у току последњих година